# Lukrecija Mamić
Lukrecija Anđa Mamić (Zidine, 2. rujna 1948. - samostan Kiremba, Burundi, 27. studenoga 2011.), hrvatska misionarka u Burundiju, redovnica Družbe Službenica milosrđa, prozvana „hrvatskom Majkom Terezom”. Bila je na glasu kao junakinja siromašnih. Po struci je bila medicinska sestra i profesorica vjeronauka. Vodila je veliku biskupijsku bolnicu te centre za neishranjene i oboljele od side. Nazvana "mučenicom Burundija".

## Životopis

### Mladost i školovanje
Rođena je 2. rujna 1948. u Zidinama pokraj Tomislavgrada, u obitelji s devetoro djece. U samostanskom je životu od 15. prosinca 1962. godine. Sestra Kazimira također je redovnica Družbe službenica milosrđa, a brat don Luka je svećenik u Belgiji koji radi s hrvatskim iseljenicima. Osnovnu školu završila je u Dubrovniku, a srednju medicinsku u Cetinju. Privremene je zavjete položila je 30. kolovoza 1969. a vječne 29. kolovoza 1976 u Splitu. Službovala je po mnogim zajednicama u Hrvatskoj. Lukrecija je završila Isusovački teološki institut u Zagrebu.

### Misijski rad
Prije misije u Burundiju bila je u Ekvadoru. Misijsko poslanje počelo joj je kad je na poziv mons. Ruiza otišla u Ekvador, gdje je s dvije časne sestre Hrvatice otvorila 15. prosinca 1984. godine misiju u Lacatungi. U Ekvadoru je godinama bila misionarka. U Ekvadoru je zbrinjavala najteže bolesnike i evangelizirala. Zbog tuberkuloze se vratila u Hrvatsku, gdje je provela vrijeme Domovinskog rata. U Ekvador se vratila jer se razboljela redovnica koja ju je mijenjala dok je bila bolesna.
Kad se 25. siječnja 2002. otvorila misija u Burundiju, otišla je tamo s dvije sestre u Italije. 
U Burundi je došla 16. ožujka 2002. u misiji Kiremba, u biskupiji Ngozi. Otišla je kod najizoliranijih i najzapuštenijih plemena. Bila je u plemenu Batua-Pigmeja. Vodila Centar za neishranjenu djecu u kojem je bilo više od 1500 djece te pomagala u bolnici. Okupljala je djevojke. Učila ih je za pastoralna zvanja. Prenijela im je znanja šivanja i za to je tim djevojkama od Caritasa iz Zagreba nabavila šivaće strojeve. Budući da je Burundi država izrazita siromaštva i neukih stanovnika, učila ih je kopati i proizvoditi namirnice da bi imali za vlastitu prehranu. Radila je i na pastoralnom planu potičući obitelji na sudjelovanje u sakramentalnom životu i misnim slavljima.
Govorila je: "Uvijek me oduševljavala univerzalna dimenzija Crkve i otvaranje novih prostora za naviještanje Evanđelja kao i širenje karizme naše drage Družbe. To je razlog mog odlaska na novi kontinent i novu misiju."

### Mučenička smrt
Ubili su ju naoružani pljačkaši u napadu na samostan Kiremba u Burundiju. Ubijena u nedjelju oko 19.30 sati po hrvatskom vremenu. Pljačkaši su prije bijega oteli poglavaricu zajednice s. Carlu Brianza iz Italije i volontera Francesca Bazzanija, kojeg su poslije ubili, a poglavaricu teško ranili. Lijes s tijelom sestre Lukrecije Mamić odvezen je u Milano gdje je stigao 1. prosinca. U kući Matici u Bresciji bila je misa zadušnica i bdjenje istog dana. Sutradan 2. prosinca bilo je predviđeno da se njeni zemni ostaci otpreme u Split. Pokopana je u Splitu na gradskom groblju Lovrinac. Misu zadušnicu i sprovodne obrede vodio je splitsko-makarski nadbiskup Marin Barišić.

## Vanjske poveznice
- Glas Koncila  Arhivirana inačica izvorne stranice od 16. rujna 2016. (Wayback Machine) Sestra Lukrecija Mamić u misiji u Burundiju
- Glas Koncila  Arhivirana inačica izvorne stranice od 16. rujna 2016. (Wayback Machine) Sestra Lukrecija Mamić u misiji u Burundiju